# Noemia apicicornis
Noemia apicicornis är en skalbaggsart som beskrevs av Conrad Ritsema 1890. Noemia apicicornis ingår i släktet Noemia och familjen långhorningar. Inga underarter finns listade i Catalogue of Life.